# Armoiries d'Anguilla
Le blason d'Anguilla fut adopté le 30 mai 1980. Il est composé d'un champ d'argent, symbolisant la paix et d'une pointe d'azur symbolisant la mer. Au centre du champ d'argent on peut voir trois dauphins d'or formant un cercle.
Les trois dauphins représentent la solidarité, l'amitié et la force. 